# 이팩트
이팩트(epact)는 매년 1월 1일의 월령을 0~29의 숫자로 표시한 것이다.
이팩트를 중세 계산학자들은 3월 22일에 달의 한 위상의 나이로 설명했다. 그러나 더 새로운 그레고리력에서 이팩트는 1월 1일 교회의 달의 나이로 간주된다. 주된 용도는 계산적 방법으로 부활절 날짜를 결정하는 것이다. 365~366일의 태양년과 354~355일의 음력 사이의 차이 때문에 해마다 다르다. (보통 11일)